# プラネテス (曲)
「プラネテス」（英: Two Drifters）は、日本のシンガーソングライター・キタニタツヤの楽曲。デジタル配信限定シングルとして2022年2月24日にMASTERSIX FOUNDATIONから各音楽配信サービスにてリリースされた。

## 概要
フジテレビ系 木曜劇場『ゴシップ #彼女が知りたい本当の◯◯』の主題歌として書き下ろされた楽曲のうちの1曲。Naoki Itai（MUSIC FOR MUSIC）が編曲を担当した。
3月9日にミュージックビデオがYouTubeにて公開された。監督は中澤太。同日にYouTubeチャンネル「THE FIRST TAKE」にて本楽曲の一発撮りパフォーマンス映像が公開された。
キタニはこの楽曲について、「『孤独であっても寄り添う人間に出会えたら』という仮定で曲を作り、救いを持ちたかった。『自分は独りだ』と絶望的に落ち込んでいる人に『こういう曲もあるよ』と提示できる曲になったと思う」とコメントしている。

## 収録曲
| #         | タイトル       | 作詞・作曲   | 編曲       | 時間 |
| --------- | -------------- | ------------ | ---------- | ---- |
| 1.        | 「プラネテス」 | キタニタツヤ | Naoki Itai | 4:40 |
| 合計時間: | 合計時間:      | 合計時間:    | 合計時間:  | 4:40 |

## クレジット
- Words & Music：キタニタツヤ
- Arrangement：Naoki Itai (MUSIC FOR MUSIC)
- Piano：モチヅキヤスノリ
- Guitar：サトウカツシロ
- Bass：櫻井陸来
- Drums：坂本暁良
- Violin：あすな
- Chorus：Luna、Moka、Kaora、Tyra (ZILLION)
- Programming：Naoki Itai (MUSIC FOR MUSIC)
- Mix：MEG
- Mastering：Vlado Meller
- Sound Produce：Naoki Itai (MUSIC FOR MUSIC)